# Promet Luksemburga

## Cestovni promet
Ukupna dužina cesta iznosi 5160 km (99% asfaltiranih), od čega je 118 km autocesta.

## Željeznički promet
Ukupna dužina pruga iznosi 274 km, od čega je 262 km, elektrificirano. Železnicama upravljaju Luksemburške željeznice (CFL; Société Nationale des Chemins de Fer Luxembourgeois), u kojima udjele imaju francuske i belgijske željeznice.

## Brodski promet
Trgovačka mornarica ima 54 broda ukupne nosivosti 2,6 milijuna tona. Luksemburg ima 37 km unutrašnjih plovnih putova po Moselli (prije svega za prijevoz željezne rude). Na europske unutrašnje plovne putove priključili su se još 1965. izgradnjom riječnog pristaništa Merterta.

## Zračni promet
Jedina međunarodni zračna luka smještena je u Luxembourgu (Zračna luka Findel). Nacionalni zračni prijevoznik je Luxair, dok teretni zračni promet obavlja Cargolux Airlines International.